# Медівник гілолойський
Медівни́к гілоло́йський (Melitograis gilolensis) — вид горобцеподібних птахів родини медолюбових (Meliphagidae). Ендемік Індонезії. Це єдиний представник монотипового роду Гілолойський медівник (Melitograis).

## Поширення і екологія
Гілолойські медівники є ендеміками північних Молуккських островів (Моротай, Хальмахера, Касірута і Бачан). Вони живуть у вологих тропічних лісах, мангрових лісах та на полях.